# Jesse Jackson jr.
Jesse Louis Jackson jr. (Greenville, 11 maart 1965) is een voormalig Amerikaans politicus voor de Democratische Partij en de zoon van burgerrechtenactivist en voormalig presidentskandidaat Jesse Jackson. Van 1995 tot 2012 vertegenwoordigde hij het tweede congresdistrict van Illinois in het Amerikaanse Huis van Afgevaardigden.
In oktober 2012 kwam het nieuws naar buiten dat de FBI een onderzoek naar Jackson was gestart wegens misbruik van campagnemiddelen. Hij zou het geld onder meer gebruikt hebben om zijn huis op te knappen en een duur horloge voor een vriend te kopen. Jackson was op dat moment al enkele maanden met ziekteverlof; hij onderging onder meer behandeling voor bipolaire stoornis. Op 21 november 2012, zestien dagen na zijn tiende herverkiezing, trad hij af, naar eigen zeggen om gezondheidsredenen. Jackson bekende in februari 2013 schuldig te zijn aan onder meer fraude, bestaande uit misbruik van $750.000 aan campagnemiddelen, en werd op 14 augustus 2013 veroordeeld tot 30 maanden gevangenisstraf.